# العلاقات البيروية المصرية
العلاقات البيروفية المصرية هي العلاقات الثنائية التي تجمع بين بيرو ومصر.

## مقارنة بين البلدين
هذه مقارنة عامة ومرجعية للدولتين:
| وجه المقارنة                                              | بيرو                                   | مصر           |
| --------------------------------------------------------- | -------------------------------------- | ------------- |
| المساحة (كم2)                                             | 1.29 مليون                             | 1.01 مليون    |
| عدد السكان (نسمة)                                         | 32.16 مليون                            | 94.80 مليون   |
| الكثافة السكانية (ن./كم²)                                 | 24.93                                  | 93.86         |
| العاصمة                                                   | ليما                                   | القاهرة       |
| اللغة الرسمية                                             | اللغة الإسبانية، اللغة الأيمرية، كتشوا | اللغة العربية |
| العملة                                                    | سول بيروفي جديد                        | جنيه مصري     |
| الناتج المحلي الإجمالي (بليون دولار)                      | 211.39 مليار                           | 235.37 مليار  |
| الناتج المحلي الإجمالي (تعادل القوة الشرائية) بليون دولار | 393.13 مليار                           | 998.67 مليار  |
| الناتج المحلي الإجمالي الاسمي للفرد دولار أمريكي          | 6.03 ألف                               | 3.61 ألف      |
| الناتج المحلي الإجمالي للفرد دولار أمريكي                 | 11.99 ألف                              |               |
| مؤشر التنمية البشرية                                      | 0.740                                  | 0.690         |
| رمز المكالمات الدولي                                      | +51                                    | +20           |
| رمز الإنترنت                                              | .pe                                    | .eg، .مصر     |
| المنطقة الزمنية                                           | توقيت بيرو، 00                         | ت ع م+02:00   |

## منظمات دولية مشتركة
يشترك البلدان في عضوية مجموعة من المنظمات الدولية، منها:
| علم المنظمة | اسم المنظمة                                                | تاريخ انضمام بيرو | تاريخ انضمام مصر |
| ----------- | ---------------------------------------------------------- | ----------------- | ---------------- |
|             | مؤسسة التنمية الدولية                                      | 30 أغسطس 1961     | 26 أكتوبر 1960   |
|             | يونسكو                                                     | 21 نوفمبر 1946    | 22 يناير 1947    |
|             | وكالة ضمان الاستثمار متعدد الأطراف                         | 2 ديسمبر 1991     | 12 أبريل 1988    |
|             | الأمم المتحدة                                              | 31 أكتوبر 1945    | 24 أكتوبر 1945   |
|             | العملية المشتركة للاتحاد الأفريقي والأمم المتحدة في دارفور | ?                 | 31 يوليو 2007    |
|             | الفريق المعني برصد الأرض                                   | ?                 | فبراير 2005      |
|             | الاتحاد البريدي العالمي                                    | ?                 | ?                |
|             | البنك الدولي للإنشاء والتعمير                              | 31 ديسمبر 1945    | 27 ديسمبر 1945   |
|             | المنظمة الهيدروغرافية الدولية                              | ?                 | 21 يونيو 1921    |
|             | الاتحاد الدولي للاتصالات                                   | 12 يوليو 1915     | 9 ديسمبر 1876    |
|             | مؤسسة التمويل الدولية                                      | 20 يوليو 1956     | 20 يوليو 1956    |
|             | المركز الدولي لتسوية المنازعات الاستشارية                  | 8 سبتمبر 1993     | 2 يونيو 1972     |
|             | منظمة التجارة العالمية                                     | ?                 | 30 يونيو 1995    |
|             | منظمة الشرطة الجنائية الدولية                              | ?                 | 7 سبتمبر 1923    |

## وصلات خارجية
- موقع وزارة الخارجية البيروفية
- موقع وزارة الخارجية المصرية